# 熱血!平成教育学院
『熱血!平成教育学院』（ねっけつ!へいせいきょういくがくいん）は、2006年10月15日から2011年3月20日までフジテレビ系列で毎週日曜日の19:00 - 19:58（JST）に放送されていた教育クイズバラエティ番組である。

## 概要

### 開始の経緯
『平成教育委員会』の兄弟番組という位置付けであり、『平成教育予備校』を30分拡大・リニューアルした番組である。『予備校』同様、番組の基本システムは『委員会』のそれを踏襲している。『予備校』のレギュラー時間の放送では、視聴率は低めだったが、2005年秋に『予備校』の内容がリニューアルされ、1時間の特番になると15%前後の高視聴率を出した実績と編成上の理由で1時間に拡大された。
番組開始前日、『一葉の想い』において、助手の高島彩アナがユースケ・サンタマリア宛ての手紙を読んだ。しかも前後番組（『土曜プレミアム』から『カワズ君の検索生活』）にも出演しており、関東ローカルながらユースケは3時間半もフジテレビの番組に出演して番宣を行った。

### セット・演出
『予備校』同様にスタジオセットのレイアウトは『委員会』の左右逆となっている（左から順に画面、先生と助手、舞台、生徒という並び）。また、『委員会』同様に『スーパーマリオブラザーズ』『熱血硬派くにおくん』『グラディウスII -GOFERの野望-』などのコンピュータゲームのBGMや効果音が使われている。
2006年11月19日放送分は、『世界バラエティ選手権』の一環で、『ジャンクSPORTS』から内田恭子がゲスト生徒として出演した。更に「日本列島学校巡り」に代わって、「国語」（スポーツから生まれた慣用表現を答える）を実施。その際、音声だけながら（『ジャンクSPORTS』で司会を務める）浜田雅功も出演した。浜田を模したCGキャラクター（浜田小僧）も登場した。
2007年12月31日『ジャンクSPORTS大晦日スペシャル』内で『熱血!平成教育学院』と『ジャンクSPORTS』が合体。セット（解答席など）は同じだが、背景には勉強小僧とともに浜田小僧も追加されていた。なお、タイトルも「平成教育ジャンクSPORTS学院」と合体された形になっていた。ちなみに、ユースケ・サンタマリア先生がコーナー開始前にVTR内で「セットを壊さないで下さいね」と浜田に突っ込みを入れた。2009年9月20日にも同様の企画でスペシャル番組が放送された。

### その他
当番組の開始に伴い、当時日曜19:00枠で放送されていた『ONE PIECE』は日曜9:30枠（地域により放送日時が異なる）に枠移動となった。これによりフジテレビの19時台のアニメ枠は全て廃枠となった。フジテレビの日曜19時台での1時間のレギュラー番組は、1968年10月6日から1969年1月26日まで放送された『東京ぼん太ショー』以来37年9ヶ月ぶりであった。また日曜19時台前半がバラエティー番組になるのも、1969年7月20日から11月30日まで放送された『モーレツ欲張りゲーム』（『アタックNo.1』の前番組）以来36年11ヶ月ぶりであった。同時にキー局ではTBSに続き全曜日で19時台のレギュラー番組がすべて1時間枠か2時間枠のどちらかとなった（ただし、系列局によってはローカルセールス枠の19時台で30分枠の2本立てになっている局もあるといえる）。
この番組の開始により、フジテレビや一部の同局系列局では土曜日から3日連続で19時台がクイズ番組となった。水曜日も含めると週に4日は19時台にクイズ番組が放送されることになった（2007年3月までは木曜日の『クイズ$ミリオネア』も含めて週に5日であった）。また、2008年4月から木曜19時に『全国一斉!日本人テスト』、金曜19時に『検定ジャポン』が開始したため、ここから半年間のみは火曜日の2時間特番枠『カスペ!』を除いて6日連続で19時台がクイズ番組となった（いわゆるベルトクイズF&F）。2010年時点では、木曜日の『全国一斉!日本人テスト』、金曜日の『検定ジャポン』はともに終了している（ただ、金曜日は2009年4月より『ゲーム&クイズバラエティ ペケ×ポン』でクイズ番組が復活していた）。しかし、スポーツ中継や特別番組を他の曜日よりも多く編成されるため2週以上連続で休止する場合もあった。
2007年2月18日のOAで、里田まいが国会議事堂を東大と答えた（他の11人は正解）際には、2月24日・25日の読売新聞と東京新聞において、「一部女性タレントの常識の無さに腹が立った」「この女性タレントは『クイズ!ヘキサゴンII』でも酷い解答をしている（いわゆるバカ解答をする）。ウケ狙いの番組ではないため、マジメな（生徒の）人選をしてほしい」という視聴者からの投書が掲載された。これを機に、番組側は逆に有名大学在籍・出身者などのいわゆるインテリ芸能人を生徒として招く方向に転換している（ただし、決して珍答をする生徒を排除している訳ではなく、平山あややさとう里香といった珍答キャラをレギュラー・準レギュラーとして起用している。これも、渡嘉敷勝男や岡本夏生らを珍答キャラとして見出した『平成教育委員会』からの名残である）。
2007年4月7日に放送された『日本偉人大賞2007 歴史を変えた超エライ人SP』ではこの番組のパートがあり、この時は隔回に井戸田・小沢が交互に解答者になっているスピードワゴンが2人揃って登場したり、レギュラー放送とは異なる席順であった。
番組最高視聴率は2008年6月22日放送の回の21.0%（関東地区）。
2008年7月5日にはBSフジにて当番組の姉妹番組『平成教育学院☆放課後』（毎週土曜18:00 - 18:55（隔週に本放送・再放送を交互）、毎週日曜12:00 - 12:55（再放送））の放送を開始した。
日本民間放送連盟は2010年5月14日に「青少年に見てもらいたい番組」に当番組が選定されたことを発表した。
番組キャラクターは勉強小僧。その勉強小僧の声は『委員会』からずっと同じだったが、2010年5月ごろから一部で別の新しい声が使われている。また、同年7月11日放送分より地上アナログ放送では16:9レターボックスサイズに移行した。
出題ナレーションは『委員会』時代からスペシャル版も含め、すべて平野文が担当している。
2010年12月31日をもって助手の高島がフジテレビを退社したが、退社後もフリーアナとして引き続き出演している。
2011年3月20日の『涙の卒業式スペシャル』をもって16人の現レギュラー生徒が全員卒業し、同年4月17日からは新たな生徒を迎えて始動するにあたり『1年1組 平成教育学院』として改題を兼ねたリニューアルを行った。
卒業式スペシャルの前週の3月13日にレギュラー回で放送予定だった「日本全国 ユニーク授業スペシャル」は、放送直前に東日本大震災が発生、当時の取材先が被災地に含まれていた事や、各局の特別編成に合わせる形で一旦お蔵入りとなった。しかし後に、その取材先の教諭から放送を嘆願する手紙がフジテレビに送られた事を受け、解答する生徒の変更や追加取材などを行い、『1年1組～』で2011年9月4日に放送された。

## 出演者

### 講師・助手
講師：ユースケ・サンタマリア
『予備校』から続投。先生としてわかりやすく、生徒と積極的に交流するなどフレンドリーに授業を行うが、時たま適当発言をして場の空気を乱すこともしばしば。また、女性ゲストには理不尽な発言（「不正解なら脱いでもらう」など）をするなど『『ぷっ』すま』などで見られる「いつものユースケ・サンタマリア」に戻ることも。実験装置を紹介するときは「先生が昨日から徹夜で作り上げた…」と毎回ホラを吹く。実験を行うときは「刮目せよ!」と叫ぶ。
助手：高島彩
『予備校』から続投。問題の詳細や解答の補足などを行う。先生に忠実で先生の適当発言に乗っかりさらに空気を乱したり、確実に先生が悪いことでも擁護・生徒に注意することも。また、劇団、磯野、宇治原に手厳しい。渡辺のイタリア短期留学についていったことがある。
特別講師：マス北野（ビートたけし） ※VTR出演

### 生徒
ほとんどの生徒は『予備校』から継続して出演している。●は『熱血!平成教育学院』からの新メンバー。■は後番組の『1年1組  平成教育学院』に、2011年6月19日・8月21日の放送分に、最強卒業生チームとして、ゲスト出演。

#### 卒業生
2011年3月20日の放送をもって卒業した生徒。しかし、ユースケ曰く「今後もちょいちょい呼ぶ」らしい。出席数は『予備校』時代からの通算。
磯野貴理■
教室でのムードメーカー。初期ではカンニング疑惑がもたれており、実際に行ったこともあった（そのため解答席にカンニング防止用フィルムが貼られた）。卒業式までの成績は正解率36.5%、出席数171回、優等生獲得数10回。
劇団ひとり
時折正解を巡って先生にたてついたり、漢字テストでボタンを押してから考えるなど「元祖問題児」と呼ばれた。卒業式までの成績は正解率37.4%、出席数178回（レギュラー最多）、優等生獲得数18回。
平山あや■
レギュラー唯一のおバカタレントで「珍しい解答の女王」と呼ばれていた。好成績な時も何回かはあるも、大抵は宇治原に阻まれる結果となっていた。しかし、2009年11月8日の放送分で初の優等生（宇治原との同点）をようやく達成した。卒業式までの総合成績は正解率20.1%（卒業生唯一の2割台）、出席数177回（劇団に次ぐ2位）、優等生は前述の1回のみ。
渡辺真理●■
「マネージャーが番組のファンだから」という理由でレギュラー入りした経緯を持つ。得意科目は国語、特に漢字で早押しテストの成績もよく、海外短期留学獲得数も多いが、「行くのが面倒だから」という理由で本当は嬉しくなかったらしい。卒業式までの総合成績は正解率50.6%、出席数126回、優等生獲得数21回。
浅草キッド
隔週交代で出演。玉袋は芸名が下品でゴールデンタイムの番組にそぐわないため「玉ちゃん」名義で出演している。
水道橋博士
常に問題に真剣に取り組み、優等生を本気で狙うあまり、不正解時にいちゃもんをつけたり、優等生数が多い宇治原と一緒になる回を外してくれと言ったことも。卒業式までの総合成績は正解率40.0%、出席数90回、優等生獲得数9回、
玉袋筋太郎
オヤジギャグなどで教室を和ませるムードメーカー。しかし、収録前日に大量の酒を飲み、酒が抜けきっていなかったり、二日酔いで収録したことも。卒業式までの総合成績は正解率38.3%、出席数87回、優等生獲得数8回。
スピードワゴン
隔週交代での出演
井戸田潤
工場見学に強いため「工場長」と呼ばれており、工場見学の問題の際は番組特製ヘルメットをかぶっていた。放送期間中に結婚と離婚を経験している。卒業式までの総合成績は正解率31.5%、出席数92回、優等生獲得数7回
小沢一敬
初期のころは優等生獲得回数も多いインテリだった。女性ゲストが来るとナンパすることも。卒業式までの総合成績は正解率41.6%、出席数87回、優等生獲得数9回。
石井正則（アリtoキリギリス）
久保田と隔週交代で出演。社会が得意。成績は高い方で、卒業式までの成績は正解率41.4%、出席数78回、優等生獲得数8回。
久保田磨希
石井と隔週交代で出演。オシャレ好きで、あまりにも奇抜な容姿からユースケ先生に「テントみたい」と言われたことがある。卒業式までの総合成績は正解率35.3%、出席数94回、優等生獲得数11回。
関根麻里●
岡田と交互に出演。留学経験があるため英語が得意。卒業式までの総合成績は正解率40.3%、出席数62回、優等生獲得数4回。
岡田理江●
関根と交互に出演。ユースケ先生の事務所の後輩。早押しスピードはや速いが、早とちりからの誤答も多く「隠れバカ」と言われてしまった。卒業式までの総合成績は正解率31.1%、出席数53回、優等生獲得数3回。
石原良純●■
基本的に宇治原と交互で出演。愛称は「ずみさん」。社会が強く、新幹線の路線図を解答する問題では途中駅もすべて回答した。勝負強く、スペシャルの勝率も高い。その一方で生徒・先生問わず怒る場面も。卒業式までの総合成績は正解率54.8%、出席数62回、優等生獲得数21回。
宇治原史規（ロザン）■
基本的に石原と交代で出演。相方の菅もたまに宇治原の代わりに勝手に出演する事がある。初登場から優等生を総ナメにしており、自身だけで特番が組まれたことも。しかし、それをよく思わない他の生徒からは不満やいじりが強い。得意科目は世界史で、卒業式までの総合成績は正解率67.8%（卒業生唯一の6割超え）、出席数79回、優等生獲得数45回と当然のことながら卒業生トップ。また、優等生連続10回獲得、海外短期留学15回獲得の記録も持つ。
三浦奈保子●■
出演するたび常にトップで4連覇を達成したが、2008年12月14日放送分で記録が途切れてしまった。 工場見学の問題の際は「ヘルメットウーマン」として井戸田と共にヘルメットを被っており、実際に現地の工場でレポートをして問題を出題したこともあった。 卒業式までの総合成績は正解率57.0%、出席数16回、優等生獲得数7回。
中野裕太●■
宇治原のライバルとして藤本と入れ替わるように登場。数々の天才エピソードを持っているが、番組内の成績はあまり良くない。かなり熟考してから答えを出すため、彼のために「書き問題ドリル」のルールをも変えてしまったエピソードがある（後述）。得意科目は美術と音楽。一時期から出演しなくなるが、卒業式には出席。卒業式までの成績は正解率38.6%、出席数11回（卒業生中最低）、優等生獲得経験なし。

#### 不定期ゲスト
さとう里香●
姉妹番組『平成教育学院☆放課後』のコーナーレギュラー。2009年2月22日放送の『進級判定テストSP』で発表されたこれまでの正解率は25.9%と低く結果は15位（ワースト2）だった。SPでは皆勤だったが2010年は『天装戦隊ゴセイジャー』の撮影と重なるため、出演していない。
麻木久仁子
「クイズの女王」として不定期に出演。宇治原のことが好きだと番組内で発言したことがあるが、最近は相方の菅の方に思いを寄せている。漢字が得意。
藤本淳史（田畑藤本）●
東大卒芸人であることから宇治原のライバルとして登場。2010年に入ってから、あまり出演していない。得意科目は数学。
八田亜矢子
SP常連ゲスト。初登場にして優等生を獲得するという衝撃的なデビューをしたが、2回目の登場では一気に最下位となってしまった。得意科目は数学。
眞鍋かをり
優等生を獲得する程ではないものの、2位や3位には入るという安定した成績から、ユースケから「ほぼ準レギュラーと言ってもいいでしょう」というお墨付きの言葉を頂いた事がある。得意科目は国語。
菅広文（ロザン）●
ロザンがコンビとして出演する時は主に宇治原のサポート、宇治原が欠席した際はピンチヒッターとして起用される。菅自らが命名した『スタンバイ芸能人』としてレギュラーの座を狙うが、菅の出演時にはレギュラー学院生にいつも返り討ちにされている。
蒼あんな●、蒼れいな●
双子であり、「双子スペシャル」や「女子大生スペシャル」の常連。
木村美紀
宇治原のライバルとしての初登場時は「マス北野の刺客」だった。他の東京大学出身者がいない週の補充要員。得意科目は物理、数学。

## ルール
基本的に『平成教育2006予備校』2006年5月 - 9月放送分と同様、本校（平成教育委員会）へのトライアルと海外留学獲得を主な目標として、12人の生徒が問題に挑戦していく。
シンキングタイム中は、勉強小僧は「熱血!考え中」と呟きながら回転する（炎のエフェクトも追加。ちなみに前述の「浜田小僧」は「内田考え中」だった）。2007年7月1日放送分より勉強小僧のアニメが一部変更され、最後の方で手をポンと叩いて閃いたようなモーションが追加された（この瞬間、鐘の音が鳴る）。分からないバージョンも有る。勉強小僧は、たまに怒る。勉強小僧のほか、出演者の似顔絵アニメも使われる（主に国語・慣用句問題）。あまりにも似ていないせいか、よっぽどわかりやすいもの以外は名札がつけられている。
成績の発表は、偏差値制から得点制に変更され、単純かつ明確なものになった。なお、出題された問題の小学生の正解率は、一部の問題を除いて従来通り表示される。
『熱血!平成教育学院』でも、本校（『委員会』）に出場する流れは残っているが、偏差値の上位から優先的に出場するルールであった「予備校」時代と違い、出場者を選ぶ明確な基準がない。

### 番組の流れ
番組の序盤に班別対抗のコーナー（「みんなでドリル」や「2択テスト」など）が行われた後、教科問題や「○○テスト」・「○○ドリル」と称されるコーナーを行い、終盤にマス北野出題の「算数」が出題される（マス北野のコーナーがない回もある）。教科問題は国・算・理・社の4教科以外に、音楽、家庭科などの科目も出題される。出演者に因んだ問題が出ることも多い。一方「○○テスト」・「○○ドリル」の○○には、コーナーの形式が入っており、その形式からあらゆる教科の問題が出題される。
当初はオープニングが「200万人の漢字検定・班別対抗 漢字能力検定テスト」、海外留学チャレンジ前の最終問題がマス北野出題の「算数」で固定される事が多かったが、その後オープニングは工場見学になっており、最終問題の「算数」が出題されない回もあった。2008年後半以降は工場見学の出題が減って、前述の通りとなっている。
1問正解につき1点獲得だが、一人だけ正解の場合には2点獲得になることもある（工場見学のように2回解答権がある問題で1回目に正解すると2点獲得できる）。
全問終了して、合計点が最も高かった生徒がその回の優等生となる。優等生は、海外留学を賭けた漢字書き取り問題「海外留学チャレンジ」に挑戦する。当初は漢字検定1級の問題からのみの出題だったが、現在は準1級や2級の問題からも出題されている。同点でトップが2人以上いた場合は、合計点から班別対抗のコーナーで得た点数を引いた得点が多かった方を優等生としたり、ジャンケンで優等生を決定したり、「単独正解が2問有った」生徒を優等生にしたり、トップの生徒全員を「海外留学チャレンジ」に挑戦させたりと、方針が一貫していない（最近は全員に挑戦させることが多い）。
海外留学チャレンジに成功したのは、レギュラー及び隔週レギュラーでは宇治原、久保田、石原、渡辺、石井、劇団ひとりの6名、ゲストでは皆藤愛子、麻木久仁子、河合美智子、やくみつる、三浦、サンプラザ中野くん、新井聖二、宮崎美子、ガンビーノ小林、小林逸人の10名が成功している。宇治原や石原が成功した時は5時間でハワイまで往復だったり、相方が行ったり、国内の観光地でお茶を濁されたりしたが、久保田が正解した際はちゃんと海外留学（カナダ旅行）が送られた（証拠の写真が表示された）。ユースケによると「宇治原以外にはきちんと海外留学をプレゼントする」らしい。
2010年1月24日放送分で三浦は海外留学チャレンジに失敗したが、難関校模擬テストを全問正解したため海外留学を獲得した。
なお、2009年に発覚した日本漢字能力検定協会の一連の不祥事により、海外留学チャレンジの同年5月24日放送分以降は「200万人の漢検」が外されている。また、スタッフロールの協力からも消えている。

### 『熱血!平成教育学院』から開始されたコーナー
マス北野からの出題（算数）
『たけしのコマネチ大学数学科』で北野武が扮しているマス北野が、VTRで算数の問題（「算数オリンピック」で実際に出題された問題や、有名私立中学の入試問題。2007年10月21日以降、暫くの間は、インド式算数を用いた計算問題であった）を出題する。これにより『予備校』で行われなかった北野による出題が、『学院』ではこのコーナーで行われる事となった。
単純な計算問題と言うより、少し頭をひねって考えればすぐ解かるというパズル的要素を持った問題が多い。この問題の時だけ、「考え中」の画面レイアウトが通常の逆になる（大画面が左、問題が右下、勉強小僧が右上）。
マス北野がスタジオの生徒に語りかけることがあるが、つい最近までなぜか劇団ひとりの名前は稀にしかコールされなかった。それも引っかけがほとんど（「またの機会」などと言って）。
なお、2006年10月以降、本校（『委員会』）でも、「算数」では北野武がマス北野に扮して出題するようになった（当然、VTRではなくその場で出題）。
工場見学（社会）
工場である物が作られている様子を見て、何を作っているのかを筆答で答える。第1段階（VTRの前半）で正解出来れば2点、第2段階（VTRの後半）で正解出来れば1点、それぞれ獲得。その後2段階制が無くなり、VTRの途中で止まったら、全員一斉に解答する通常の問題と同じ形式となった（正解した際に獲得する点数も1点に）。
解答方法は異なるものの、かつて日本テレビ系で放送されていた『クイズ世界はSHOW by ショーバイ!!』（『委員会』時代に学級委員長として出演していた逸見政孝が司会を務めていた人気クイズ番組）の「何を作っているのでしょうか?」と類似した内容のコーナーである。
当初は「200万人の漢字検定・班別対抗 漢字能力検定テスト」の次に放送される、2番目のコーナーとして定着していたが、その後同テストが行われなくなるとオープニングに移動した。好評な事から、稀に問題数をレギュラーの2問から増やした拡大版として出題される場合もある。
井戸田が出演している回では、このコーナーが始まる冒頭に井戸田がヘルメットをかぶり、その他の出演者が「工場長!」と呼ぶのがお約束となっている。これは工場見学コーナー開始初期、解答（実際に作られた製品）としてスタジオに登場したヘルメットを井戸田がかぶり、出演者に「工場長だ!」と言われたことに由来している。その後、三浦奈保子がヘルメットウーマンと名乗って、井戸田同様ヘルメットをかぶる流れも生まれた。
暫くの間行われなかったが、2009年9月27日のSPでは、三浦が実際に工場へロケに赴いて出題するという形で復活。
2009年10月25日放送分からは、完成品から製造過程のVTRを巻き戻して、その品物の原料は何かを当てる逆バージョン「自由研究 原料は何?」も登場。
書き問題ドリル
2008年11月30日放送分より開始。通称「書きドリ」。
人名や地名を漢字で答える問題や絵図に書き入れる問題等が出題され、20秒以内に正確に答えを記述する。
中野裕太が出場している回でこのコーナーが行われる場合は、熟考型の彼を尊重する形で、中野が書き終わってから5秒後に終了というルールに変わる（2009年9月27日は、中野がいたが通常通り制限時間は20秒）。
15秒テスト
1問の解答時間が15秒しかなく、迅速な解答が求められる。
主に、四字熟語の誤字を訂正する問題や四択問題などが出題される。
早抜けテスト
問題が出題された後、分かった生徒から答えを書いて早押しボタンを押し、正誤の判定を仰ぐ。正解者が5人出た時点で終了(レギュラー時。生徒が多い特番などでは、人数が変動する）、それに間に合わなかった場合は、たとえ正答を書いていても正解とは認められない。解答権は1人1回、ボタンを押した後に答えを書き直す事は出来ない。
正解した生徒が規定の人数に達する、時間切れ、全員が解答を終えた時点で終了。
2009年3月頃から、中々正解者が現れない時に、ヒントと称してユースケ・高島が正解の言葉を連想させるミニコントを行う事がある。
『平成教育2005予備校』で行われていた「オープニング1分テスト」に近い形式である。
3ヒントテスト
社会などで不定期に行われていた形式を、正式にコーナー化。
3つのヒントから連想される人物や事象などを答える。
第1ヒント正解で2点が、第2ヒント正解で1点が、第3ヒント正解で0.5点が、それぞれ与えられる。
生き残り問題
2010年10月31日放送分から採用された方式（正式なコーナー名は、現時点ではない）。
選択式の問題や図表を書く問題などが出題される。
正解した生徒は次の問題に答えられるが、不正解した生徒は、落第席（セット中央のステージに置かれたベンチ）に移って、そのコーナーが終わるまで解答権を失う。

#### 班別対抗コーナー
200万人の漢字検定・班別対抗 漢字能力検定テスト
3人1班（チーム）に分かれて、4つの班による班別対抗戦で、日本漢字能力検定の読み問題が出題される。実際の検定では書き問題として出題された問題も、番組では読み問題として出題している。事前に解答順を決めて、各班の代表者1名が解答席に着いて、早押しで答える。
解答順は基本的に成績が優秀、または高学歴な順番となる（ただしアナウンサーSPの時にはアナウンサーが無条件で1人目となった）。前半は準1級・1級から、後半は準2級・2級から出題され、それでも決着が付かない場合は、3級までレベルを下げての出題となる。不正解の場合は、その問題の解答権を失う。
解答権は、予めボタンを押した順位が席に表示されるので、その順番に移動する。2問正解で次の人に交代、3人全員が2問正解出来た班から勝ち抜けとなる。2006年12月17日放送分から、準2級・2級及び3級では、更に1回休み（次の問題も解答権を失う）のペナルティとなった。つまり、1人残れると、その問題には答えなくてよかったりする。
2007年1月14日放送分までは1抜けの班には3点、2抜けの班には2点、3抜けの班には1点が与えられる（最後まで残った1班は0点）。2007年1月21日放送分から、1抜け2点、2抜けと3抜けは1点に改められた。
2007年2月18日放送分（里田まい、梨花らが出演した回）では3級でも決着が着かなかったため、5級（しかも誤答のペナルティなし）までレベルが下げられた。
以上は2006年12月3日以降のルールで、それ以前（2006年10月15日 - 11月26日放送分）は3人1班（チーム）に分かれての4つの班による班別対抗戦である点は同じだが、交代制ではなく、3級、準2級・2級、準1級・1級の三段階から漢字の読み問題が各10問出題され、各段階毎に班の代表者1人が解答席に着いて、早押しで答える形式だった。不正解の場合は、その問題の解答権を失う。解答権は、「違うよ!」の声の後に、次に早くボタンを押した生徒に移動する。3段階の合計正解数が多かった班から順番に、3点、2点、1点、0点がそれぞれ与えられる（同点の場合は上の順位分の点数が与えられた）。
2007年の夏頃から行われなくなったが、2008年1月27日放送分から復活。また、前週の1月20日放送分からは、様々な教科の基礎問題を画像で出題する「班別対抗 みんなでドリル」というアレンジ版も登場。
班別対抗 2択テスト
2009年7月5日放送分より開始。
3人1班（チーム）に分かれて、4つの班による班別対抗戦。
各班の代表者1名が、様々な教科から出題される2択問題に、手元のボタンで解答。正解した人は続けて問題に挑戦できるが、不正解した人は次の代表者に交代する。
3人全員が不正解した班から脱落。脱落した順番に、4位、3位、2位と順位が付けられ、最後に残った1班が1位。1位の班には2点が、2位・3位の班には1点が、それぞれ与えられる。
1位の班が確定した後も、歴代の最高記録（個人での連続正解数・班での合計連続正解数）の更新を目指して挑み続ける。
班別対抗（4択テスト） せぇので答えて
2009年8月30日放送分より開始。
4人1班（チーム）に分かれて、3つの班による班別対抗戦。
4択問題に、各班の代表者1人が一斉に口頭で答える。
2問正解で次の人に交代、4人全員が2問正解出来た班から勝ち抜け。1抜けの班には2点が、2抜けの班には1点が、それぞれ与えられる。
班別対抗 ノンストップテスト
2009年8月30日放送分より開始。
3人1班（チーム）に分かれて、4つの班による班別対抗戦。
テーマに沿った12問が連続で出題されるので、1人1問ずつ口頭で答える。制限時間は、1問につき4秒。
問題は、写真・図を用いてモニターで出題される。
班別対抗 多答生き残りテスト
2010年11月14日放送分より開始。
4人1班（チーム）に分かれて、3つの班による班別対抗戦。
多答問題（正解が複数ある問題）を出題。各班1人ずつ、拍子の後に解答を1個挙げていく。
挙げた解答が正しければ、解答順は次の班に移る。不正解・既に出た解答を答えた・拍子の後3秒間無解答だった場合、その生徒は脱落。ある程度答えが出る（1 - 2人脱落する）まで、同じ問題で続ける。
4人全員が脱落した班から負け抜け。2番目に抜けた班には1点が、最後まで残った班には2点が、それぞれ与えられる。
班別対抗 3人完答テスト
2010年11月28日放送分より開始。
3人1班（チーム）に分かれて、4つの班による班別対抗戦。
3ヶ所の穴埋めや三文字の熟語を答える等、一度に3個の解答が求められる問題を出題。
3個の解答はそれぞれA・B・Cと分かれており、各班のリーダーは同じ班の生徒の得意・不得意や自信の度合いに応じて、画面向かって左からA・B・Cと並び替わる。
全員が並び替わったら、各自記述で解答。3人完答（全員正解）出来ていれば、1点獲得。

#### 以前行われていたコーナー
日本列島学校巡り（特別授業）
日本各地の小学校で実際に行われている授業から出題。礼法や中国語等、四教科に捉われない分野から出題される。形式は個人戦の場合も班別対抗戦（チームに分かれての団体戦）の場合もある。
ヴァーチャル修学旅行
2007年10月21日放送分より開始。勉強小僧が修学旅行に行く、という設定で修学旅行の定番スポットを取り上げ、そこにある名所・旧跡に関する問題を出題。
検定学院
2007年6月10日放送分より開始。「検定ブーム」と言われている中、日本で受験することのできるさまざまな資格試験・検定試験の中から、実際に試験に出された問題が出題される。正解率は小学生のものではなく、その資格試験で出題された際の正解率が表示される。
1分偉人伝
2008年4月27日放送分より開始。歴史上の偉人にまつわる1分程度のVTRの中で、その偉人のエピソードから問題が出題される。
全部答えてちょーだい!（特別授業）
2008年5月18日放送分より開始。
3人1班（チーム）に分かれて、4つの班による班別対抗戦。問題には、1班ずつ挑戦する。
正解が複数ある問題を1問出題。初めにくじ引きで問題を選んだ後、1人30秒ずつ口頭で答える。基本的に人名はフルネームで答えないと認められないが、注釈を答える事が出来れば、苗字だけでもおまけで正解になる場合もある。
3人の合計正解数がその班の記録となり、1位の班には2点が、2位・3位の班には1点が、それぞれ与えられる（4位の班は0点）。
なお各問題では、小学生の平均正解数が参考記録として表示される。
入試ランキングテスト
私立中学での入試で頻出される人物や事象などをランキング形式で取り上げ、そこから問題が出題される。

## スペシャル版
前番組『予備校』では1時間の拡大版を数回放送していたが、現番組では開始から2年半弱経った2009年2月22日放送分で、ようやく初めての（2時間）特番が放送された。
以降、2009年に4回、2010年に1回、時間枠を拡大させた特番を放送している。

### 2009年
2月22日放送分「進級判定テストSP」（視聴率16.4%）
レギュラー及び隔週レギュラーに加え、三浦奈保子・さとう里香が参加。各自、これまでの授業での正解率を目標として、今特番での正解率が目標を超えていれば進級（レギュラー存続）、超えていなければ（レギュラー）卒業という名目で行われた。
しかし多くの生徒が目標を超えられず、卒業決定かと思われたが、ユースケが泣きの1問として、今日の授業で出題された問題を出題。全員正解して、全員進級となった。
4月12日放送分「レギュラーvsスタンバイ芸能人SP」（視聴率13.8%）
レギュラーチーム（メンバーは、前述の「進級判定テストSP」と同じ）と菅広文が率いるスタンバイ芸能人チームの、16対16対抗戦形式。
万が一レギュラーが敗れれば、スタンバイ芸能人と入れ替えというペナルティがあったが、結果はレギュラーチームの勝利に終わり、入れ替えは免れた。
9月27日放送分「腕試し100回記念SP」（視聴率12.1%）
番組初の3時間特番。
レギュラーチーム（レギュラー及び隔週レギュラーから、石原・宇治原を除いた12人）対インテリ芸能人チーム（宇治原、中野ら12人）対オール東大チームの3チーム36人による対抗戦。
通常の授業に加え、代表者がスポーツテストに挑む「体育」が登場。
この回の「海外留学チャレンジ」は、趣向を変えて実施。まずは優勝チームの12人が、12分割モニターに映った問題に1人1問ずつ解答。次に、正解した問題の部分のモニターだけ開いて、ある歴史上の事件の映像が流される。その事件名は何かをチーム全員で相談して答え、正解できれば全員海外留学獲得、という『パネルクイズ アタック25』において最後に出題されるVTRクイズを模した内容であり、当然の如く、多くの生徒からパクリじゃないかとつっこまれていた。
11月29日放送分「宇治原VS超インテリ芸能人の頂上決戦SP」（視聴率14.5%）
レギュラー・隔週レギュラーの中でも特に成績が秀でている宇治原がインテリ芸能人12人と、1対12で戦った。
それ以外のレギュラー・隔週レギュラーや相方の菅、果ては実母までもが宇治原の応援役として参加。
万が一宇治原が負けた場合は、他局を含む、全クイズ番組を引退する事になっていたが、宇治原の勝利となり、引退は免れた。

### 2010年
3月14日放送分「学年末テストSP」（視聴率14.2%）
通常の1時間枠で放送したが、レギュラー・隔週レギュラーに三浦・中野を加えた16人の生徒が登校。
2009年度の放送で生徒が苦戦した問題を中心に、国数理社から全8問（100点満点）を出題。
この学年末テストで優等生となった石原が、2009年度の最優秀生徒の栄冠に輝き、2010年度から教室に石原の顔写真パネルが飾られるようになった。
逆に、赤点を取ってしまった石井・久保田・井戸田・岡田の4人に対しては家庭訪問ロケが行われる事になった。その家庭訪問ロケは、『平成教育学院☆放課後』で放送された（初回はユースケが、2回目はぐたくが、それぞれ訪問）。
4月4日放送分「教科書ではわからない校外学習SP」（視聴率11.9%）
全編が渡辺班（渡辺・関根・中野・平山）、劇団ひとり班（石井・ぐた原（ぐたく）・劇団ひとり・小沢。途中から合流した宇治原は、ぐた原と2人で1枠の扱いで参加。）、磯野班（磯野・久保田・石原・玉ちゃん）、水道橋班（三浦・水道橋・井戸田・岡田）の4班による班別対抗形式で行われた。
社会では「校外学習」と称して、千葉県佐倉市の国立歴史民俗博物館でロケを実施。「みんなでドリル」形式で、日本史を学んだ。
マス北野の算数は、答えが分かった班から先生の前で正解を実演するという、『平成教育委員会』の給食で行われていた方式を久々に採用した。
優勝した班は、奨学金獲得を賭けたボーナスチャレンジに挑戦。1人1問ずつ、先の校外学習で学んだ内容から復習問題を出題。4人全員正解で奨学金を獲得。
逆に最下位だった班は、再び国立歴史民俗博物館に赴き、視聴者プレゼントを自腹で買いに行くというペナルティを受けた。
6月6日放送分「勉強W杯SP」（視聴率11.6%）
FIFAワールドカップ開催間近ということでレギュラー・隔週レギュラーに中野、三浦、菅（収録日当日に病欠した宇治原の代理「スーパーサブ」として登校）を加えた「ユースケJAPAN（日本代表）」対政井マヤ率いる海外出身のインテリ芸能人・大学教授を集めた「世界選抜」の、16対16対抗戦。
勝利チームはFIFAワールドカップトロフィーをモチーフにした勉強小僧トロフィーが与えられ、さらに個人で一番得点を稼いだ（正解数が最も多い）「得点王」には開催国である南アフリカ共和国への海外留学が与えられた。
7月18日放送分「夏休み突入ガチバトル 漢字キング決定戦SP」（視聴率13.6%）
全編が渡辺班（渡辺・平山・石井・ガンビーノ小林・畠山健）、劇団ひとり班（劇団ひとり・岡田・中野・宮崎美子・有賀さつき）、宇治原班（宇治原・関根・小沢・玉ちゃん・三浦）、磯野班（磯野・石原・井戸田・水道橋・西村柚之介（漢検一級を獲得した小学生））の4班による班別対抗形式で行われた。
全問漢字に関する問題に挑んだ。
優勝した班は、海外短期留学獲得を賭けたボーナスチャレンジ「時謎」に挑戦。5人全員正解で海外短期留学を獲得。
8月15日放送分「真夏の日本縦断SP」（視聴率9.5%）
レギュラー・久保田を除いた隔週レギュラーに中野、三浦、工藤綾乃、虎南有香、ゴリ、松村邦洋、山岡三子を加えた20人の生徒が登校。
47都道府県、方言、県名の由来、名産品の工場見学、屋久島と尾瀬国立公園の自然から出題。全問正解すると100点満点になる。
視聴率は、1桁となってしまった。
9月26日放送分「飛び出せ課外授業SP」（視聴率12.1%）
磯野を除いたレギュラー・隔週レギュラーに中野、三浦、大塚範一、やくみつる、神戸蘭子、中上真亜子、ふかわりょうを加えた20人の生徒が登校。
工場見学、語源、鉄道博物館と北海道池田町の酪農の社会科見学、水圧の実験から出題。
優等生は、海外短期留学獲得を賭けた「マス北野の算数」に挑戦。

### 2011年
2月13日放送分「この春!教科書大改革スゴい最新授業SP!!」（視聴率10.1%）
レギュラー・隔週レギュラーの石原、関根、石井、小沢、玉ちゃんにトリンドル玲奈、池澤あやか、藤岡みなみを加えた12人の生徒が登校。
2011年度から小学校で新学習指導要領が完全実施、それに伴い刷新された教科書の内容を基にして授業を行った。特に社会では、当番組でも取り上げていた工場見学が題材に扱われる事に合わせて、高島が過去の問題から選んだベスト3を紹介、また日本を飛び出して中国の工場から出題をした。
優等生は、音楽の教科書に新しく掲載される「涙そうそう」の歌詞を正しく穴埋めする問題に挑戦。

## テーマ曲
- ウィルソン・ピケット『ダンス天国』（Land of 1000 Dances）

『委員会』のテーマ曲であったカバー曲『子ども天国』の原曲。

## ネット局と放送時間
| 放送対象地域   | 放送局                    | 系列                          | 放送日時           | 遅れ       |
| -------------- | ------------------------- | ----------------------------- | ------------------ | ---------- |
| 関東広域圏     | フジテレビ（CX）          | フジテレビ系列                | 日曜 19:00 - 19:58 | 制作局     |
| 北海道         | 北海道文化放送（uhb）     | フジテレビ系列                | 日曜 19:00 - 19:58 | 同時ネット |
| 岩手県         | 岩手めんこいテレビ（mit） | フジテレビ系列                | 日曜 19:00 - 19:58 | 同時ネット |
| 宮城県         | 仙台放送（OX）            | フジテレビ系列                | 日曜 19:00 - 19:58 | 同時ネット |
| 秋田県         | 秋田テレビ（AKT）         | フジテレビ系列                | 日曜 19:00 - 19:58 | 同時ネット |
| 山形県         | さくらんぼテレビ（SAY）   | フジテレビ系列                | 日曜 19:00 - 19:58 | 同時ネット |
| 福島県         | 福島テレビ（FTV）         | フジテレビ系列                | 日曜 19:00 - 19:58 | 同時ネット |
| 新潟県         | 新潟総合テレビ（NST）     | フジテレビ系列                | 日曜 19:00 - 19:58 | 同時ネット |
| 長野県         | 長野放送（NBS）           | フジテレビ系列                | 日曜 19:00 - 19:58 | 同時ネット |
| 富山県         | 富山テレビ（BBT）         | フジテレビ系列                | 日曜 19:00 - 19:58 | 同時ネット |
| 石川県         | 石川テレビ（ITC）         | フジテレビ系列                | 日曜 19:00 - 19:58 | 同時ネット |
| 福井県         | 福井テレビ（FTB）         | フジテレビ系列                | 日曜 19:00 - 19:58 | 同時ネット |
| 静岡県         | テレビ静岡（SUT）         | フジテレビ系列                | 日曜 19:00 - 19:58 | 同時ネット |
| 中京広域圏     | 東海テレビ（THK）         | フジテレビ系列                | 日曜 19:00 - 19:58 | 同時ネット |
| 近畿広域圏     | 関西テレビ（KTV）         | フジテレビ系列                | 日曜 19:00 - 19:58 | 同時ネット |
| 鳥取県・島根県 | 山陰中央テレビ（TSK）     | フジテレビ系列                | 日曜 19:00 - 19:58 | 同時ネット |
| 岡山県・香川県 | 岡山放送（OHK）           | フジテレビ系列                | 日曜 19:00 - 19:58 | 同時ネット |
| 広島県         | テレビ新広島（TSS）       | フジテレビ系列                | 日曜 19:00 - 19:58 | 同時ネット |
| 愛媛県         | テレビ愛媛 （EBC）        | フジテレビ系列                | 日曜 19:00 - 19:58 | 同時ネット |
| 高知県         | 高知さんさんテレビ（KSS） | フジテレビ系列                | 日曜 19:00 - 19:58 | 同時ネット |
| 福岡県         | テレビ西日本（TNC）       | フジテレビ系列                | 日曜 19:00 - 19:58 | 同時ネット |
| 佐賀県         | サガテレビ（STS）         | フジテレビ系列                | 日曜 19:00 - 19:58 | 同時ネット |
| 長崎県         | テレビ長崎（KTN）         | フジテレビ系列                | 日曜 19:00 - 19:58 | 同時ネット |
| 熊本県         | テレビ熊本（TKU）         | フジテレビ系列                | 日曜 19:00 - 19:58 | 同時ネット |
| 鹿児島県       | 鹿児島テレビ（KTS）       | フジテレビ系列                | 日曜 19:00 - 19:58 | 同時ネット |
| 沖縄県         | 沖縄テレビ（OTV）         | フジテレビ系列                | 日曜 19:00 - 19:58 | 同時ネット |
| 大分県         | テレビ大分（TOS）         | フジテレビ系列 日本テレビ系列 | 日曜 15:00 - 16:00 | 不明       |
| 青森県         | 青森テレビ（ATV）         | TBS系列                       | 日曜 14:00 - 14:58 | 14日遅れ   |
| 山梨県         | 山梨放送（YBS）           | 日本テレビ系列                | 日曜 14:00 - 14:58 | 48日遅れ   |

- テレビ宮崎（フジテレビ系列・日本テレビ系列・テレビ朝日系列）・山口放送（日本テレビ系列）は不定期放送。

## スタッフ
- 構成：原すすむ、川崎良、恒川省三、塚田ゆみ、山形遼介
- 出題リサーチ：スペースエムワイ
- 音楽：大島ミチル
- ＴＰ：高瀬義美
- ＴＤ・ＳＷ：長瀬正人
- カメラ：横山政照
- ＶＥ：水野博道
- 音声：森田篤
- 照明：小井手正夫
- マルチモニター：芦木久宗、林博実（共に東京チューブ）
- 編集：荒井和紀（オムニバスジャパン）
- ＭＡ：水落洋一郎（オムニバスジャパン）
- 音響効果：橅木正志（スカイウォーカー）
- 美術：丸山覚、藤井豊
- 美術デザイン：金子俊彦
- 装置：鈴木匡人、春日茂夫
- 装飾：野呂利勝
- 電飾：井上大華
- 特殊効果：白鳥保夫
- メイク：若林幸子
- ＣＧ：宮門裕（Lefty's）
- ＷＥＢ制作：尾割弘典
- 編成：塩原充顕（フジテレビ）
- 広報：小出和人（フジテレビ）
- ＴＫ：後藤有紀
- ＡＰ：梅野真未
- ディレクター：立川英弘、安藤正俊、久保田集、塩野春樹、目黒康行、浦恵一
- 演出：上西浩之、長島翔、花土昌紀、緒方広治
- プロデューサー：角井英之
- 技術協力：ニユーテレス、FLT、エイケイ、東京チューブ、オムニバスジャパン、スカイウォーカー
- 美術協力：アックス、Lefty's
- 収録スタジオ：砧スタジオ
- 解答解説協力：日能研
- 協力：財団法人日本漢字能力検定協会、サンケイリビング新聞社、彫刻の森美術館、講談社、角川書店、新湖社、扶桑社、集英社、マザー牧場、東京大学、テレビ静岡、サガテレビ、NHK、日本テレビ、仙台放送、鹿児島テレビ、産経新聞社、朝日新聞社、読売新聞社、毎日新聞社
- 衣装協力：はるやま、YUKI TORII、ABC-MART、セシール、ROEN、NO ID.、JUNKY、ete、ダイアナ、haco.、P.S.FA、BEAMS、carlife、DIESEL
- 企画協力：オフィス北野
- 企画制作：フジテレビ
- 制作著作：EAST ENTERTAINMENT（2010年9月から、2010年8月までがイーストと表記）

### 過去のスタッフ
- プロデューサー：小竹美千代
- 演出：栖川一郎
- ディレクター：宮崎一孝、稲垣知宏
- ＡＰ：古殿香織
- 編成：大辻健一郎・成河広明・高盛浩和（全員フジテレビ）
- 広報：谷川有季（フジテレビ）
- 美術制作：山田和泉
- 編集：長南敏直、小柳大悟、津口聡（全員ビームテレビセンター）
- ＭＡ：澤田朋子 → 大江善保（共にビームテレビセンター）
- ＴＫ：黒岩ゆかり
- 技術協力：ビームテレビセンター

## タイアップ商品
当番組と日清食品とのコラボレーション企画として、2008年12月から『日清ラ王 中華あんかけ』と『日清のごんぶと あんかけうどん』の生タイプカップ麺2品目を期間限定（受験シーズン向け）で発売した。